# Gianluca Pagliuca
Gianluca Pagliuca (* 18. prosinec 1966 Bologna, Itálie) je bývalý italský fotbalový brankář. V letech 2014 až 2020 působil jako trenér mládeže v Boloni.
Nejdéle v klubové kariéře působil v Sampdorii, kde získal celkem šest trofejí. Také hrál v Interu, v Boloni a kariéru ukončil v Ascoli v roce 2007 ve věku 40 let. Vyhrál anketu o nejlepšího hráče sezony v italské lize (1996/97, 2004/05) a IFFHS jej zařadila na 16. místo o nejlepšího brankáře mezi lety 1987–2011.
V letech 1989 až 1998 byl součástí reprezentace, za kterou odehrál 39 zápasů. Byl na třech šampionátech, ale jen na dvou startoval (1994 a 1998). Na MS 1990byl náhradníkem. Byl i na OH (1988, 1996).
Do roku 2016 měl nejvíc odehraných zápasu v nejvyšší lize. Když ukončil kariéru měl na kontě 592 utkání a byl na 2. místě za Maldinim. Od roku 2021 je členem síně slávy v Interu.

## Klubová kariéra

### Sampdoria
V roce 1986 přišel nejprve na hostování a později za 300 milionů lir z Boloně. Do prvního utkání zasáhl v září 1987, ale stabilní místo v sestavě měl od sezony 1988/89. Byl podporován trenérem Boškovem. Klubu pomohl dvakrát za sebou vyhrát Italský pohár (1987/88 a 1988/89) a také dvakrát za sebou dostat klub do finále poháru PVP (1988/89 a 1989/90). V prvním finále prohrál s Barcelonou (0:2), ale ve druhém vyhrál v prodl. nad Anderlechtem (2:0).
První titul pro hráče i pro Dorii byl v sezoně 1990/91. Také hrál finále v italském poháru, jenže prohrál s Římem. Vynikající výkony jej zařadilo na 21. místo v anketě o Zlatý míč. Také byl vyhlášen jako šestý nejlepší brankář světa. V následující sezoně sice neohájil titul, ale vyhrál první italský superpohár a také si zahrál finále LM, ve kterém prohráli opět s Barcelonou (0:1), brankou v prodloužení. Poslední trofej pro Sampdorii získal v poslední sezoně v klubu a to Italský pohár v sezoně 1993/94. Za Dorii odchytal celkem 286 utkání, z toho 198 v lize, což je nejvíc v historii klubu a inkasoval 257 (183 v serii A) branek.

### Inter
Do Nerazzurri odcházel v roce 1994 za 8 miliard lir + hráči Walter Zenga a Riccardo Ferri. Zde působil pět let a za tu dobu získal jen jednu trofej. V každe sezoně byl brankář číslo jedna, ale velkých klubových výsledků neměl. Nejlepšího umístění v lize měl v sezoně 1997/98. to obsadil 2. místo o 5 bodů za Juventusem. V evropských pohárech byl dvakrát za sebou ve finále v poháru UEFA (1996/97, 1997/98). V prvním finále nestačil na německý Schalke 04, ale ve druhém již vyhrál nad Laziem a slavil zisk jediné trofeje v dresu Nerazzurri. Po sezoně 1997/98 se změnil trenér. Přišel Marcello Lippi a ten koupil Peruzziho a Gianluca raději odešel po celkem 234 (165 v Serii A) utkání pryč.

### Bologna a Ascoli
Do svého mateřského klubu přišel v roce 1999. S klubem hrál v první sezoně pohár UEFA a v lize udržel čisté konto dlouhých 559 minut v řadě a pomohl klubu k 11. místu v tabulce. Nejlepší umístění v lize bylo 7. místo v sezoně 2001/02 a naopak nejhorší bylo sestupové 18. místo v sezoně 2004/05. Rok strávil ve druhé lize. Poslední dvě sezony dělal kapitána. Za Boloňu nastoupil do 226 utkání v řadě z 228 možných, čímž stanovil rekord v klubu.
V roce 2006, ve 39 letech odešel do Ascoli, která hrála v nejvyšší lize. Dne 17. září 2006, nastoupil do 571 utkání v nejvyšší lize, což byl nový rekord. Tím překonal Zoffa (později jej překonali další 4 hráči). Do konce sezony ještě přidal další zápasy a zastavil se na čísle 592. Také prodloužil sérii po sobě jdoucích zápasů na 247 utkání. Konec byl ale sestupový. V lize skončil na 19. místě a klub s ním neprodloužil smlouvu. A tak se po celkem 814 (592 v Serii A) utkání, ve 40 letech ukončil kariéru. V roce 2016 jeho brankářský rekord v utkání překonal Gianluigi Buffon.

## Hráčská statistika
| Sezóna  | Klub      | Liga    | Liga   | Liga       | Ligové poháry | Ligové poháry | Ligové poháry | Kontinentální poháry | Kontinentální poháry | Kontinentální poháry | Celkem | Celkem |
| Sezóna  | Klub      | Soutěž  | Zápasy | Obdr. Góly | Soutěž        | Zápasy        | Góly          | Soutěž               | Zápasy               | Góly                 | Zápasy | Góly   |
| ------- | --------- | ------- | ------ | ---------- | ------------- | ------------- | ------------- | -------------------- | -------------------- | -------------------- | ------ | ------ |
| 1987/88 | Sampdoria | Serie A | 2      | -1         | IP            | 5             | -4            | -                    | 0                    | -0                   | 7      | -5     |
| 1988/89 | Sampdoria | Serie A | 33     | -25        | IP+IS         | 11+1          | -7+ -3        | PVP                  | 9                    | -9                   | 54     | -44    |
| 1989/90 | Sampdoria | Serie A | 34     | -26        | IP+IS         | 4+1           | -3+ -2        | PVP                  | 9                    | -4                   | 48     | -35    |
| 1990/91 | Sampdoria | Serie A | 32     | -22        | IP            | 10            | -10           | PVP+ES               | 6+2                  | -6+ -3               | 50     | -41    |
| 1991/92 | Sampdoria | Serie A | 34     | -31        | IP+IS         | 8+1           | -7+ -0        | LM                   | 11                   | -10                  | 54     | -48    |
| 1992/93 | Sampdoria | Serie A | 29     | -39        | IP            | 0             | -0            | -                    | 0                    | -0                   | 29     | -39    |
| 1993/94 | Sampdoria | Serie A | 34     | -39        | IP            | 10            | -6            | -                    | 0                    | -0                   | 44     | -45    |
| 1994/95 | Inter     | Serie A | 34     | -34        | IP            | 7             | -5            | UEFA                 | 2                    | -1                   | 43     | -40    |
| 1995/96 | Inter     | Serie A | 34     | -30        | IP            | 6             | -6            | UEFA                 | 2                    | -2                   | 42     | -38    |
| 1996/97 | Inter     | Serie A | 34     | -35        | IP            | 7             | -6            | UEFA                 | 12                   | -8                   | 53     | -49    |
| 1997/98 | Inter     | Serie A | 34     | -26        | IP            | 4             | -8            | UEFA                 | 11                   | -8                   | 49     | -42    |
| 1998/99 | Inter     | Serie A | 29     | -40        | IP            | 6+2           | -8+ -4        | LM                   | 10                   | -9                   | 47     | -61    |
| 1999/00 | Bologna   | Serie A | 32     | -39        | IP            | 3             | -5            | UEFA                 | 6                    | -7                   | 41     | -51    |
| 2000/01 | Bologna   | Serie A | 34     | -53        | IP            | 2             | -3            | -                    | 0                    | -0                   | 36     | -56    |
| 2001/02 | Bologna   | Serie A | 34     | -40        | IP            | 0             | -0            | -                    | 0                    | -0                   | 34     | -40    |
| 2002/03 | Bologna   | Serie A | 34     | -47        | IP            | 0             | -0            | Int.                 | 6                    | -7                   | 40     | -54    |
| 2003/04 | Bologna   | Serie A | 34     | -53        | IP            | 0             | -0            | -                    | 0                    | -0                   | 34     | -53    |
| 2004/05 | Bologna   | Serie A | 38+2   | -36+ -2    | IP            | 0             | -0            | -                    | 0                    | -0                   | 40     | -38    |
| 2005/06 | Bologna   | Serie B | 42     | -42        | IP            | 2             | -1            | -                    | 0                    | -0                   | 44     | -43    |
| 2006/07 | Ascoli    | Serie A | 23     | -38        | IP            | 2             | -1            | -                    | 0                    | -0                   | 25     | -39    |
| Celkem  | Celkem    | Celkem  | 636    | -698       | -             | 92            | -89           | -                    | 86                   | -74                  | 814    | -861   |

## Reprezentační kariéra
Za reprezentaci odehrál 39 utkání a inkasoval 27 branek. Byl již povolán na OH 1988. Byl i nominován na domácí šampionát v roce 1990, ale žádné utkání neodehrál. První utkání za národní tým odehrál 16. června 1991 proti SSSR (3:2). Až příchodem nového trenéra Sacchiho se dostával častěji do branky a pro trenéra byl brankářem číslo jedna. Zúčastnil se šampionátu v roce 1994, kde ve druhém utkání ve skupině dostal v 21. minutě hry červenou kartu. Po dvou zápasovém distanci chytal až do finále, kde prohrál v penaltovém rozstřelu.
Po šampionátu byl nadále jedničkou, ale od roku 1995 se jeho reprezentování změnilo. Dostávali možnost chytat jiní. Byl povolán na OH 1996, kde odchytal všechna utkání a také se dostal na šampionát v roce 1998. Trenér Maldini na něj sázel a odchytal všechna utkání, ale více než na čtvrtfinále nedosáhl. Poté již za národní tým nenastoupil.

### Statistika na velkých turnajích
| Reprezentace | Rok     | Zápasy                      | Zápasy | Zápasy       | Zápasy           | Zápasy           | Zápasy            |
| Reprezentace | Rok     | Fáze turnaje                | Datum  | Soupeř       | Odehraných minut | Vstřelené branky | Výsledek          |
| ------------ | ------- | --------------------------- | ------ | ------------ | ---------------- | ---------------- | ----------------- |
| Itálie       | OH 1988 | Neodehrál žádné ze 4 utkání |        |              |                  |                  |                   |
| Itálie       | MS 1990 | Neodehrál žádné ze 7 utkání |        |              |                  |                  |                   |
| Itálie       | MS 1994 | 1 zápas ve skupině          | 18. 6. | Irsko        | 90               | 0                | 0:1               |
| Itálie       | MS 1994 | 2 zápas ve skupině          | 23. 6. | Norsko       | 21               | 0                | 1:0               |
| Itálie       | MS 1994 | Čtvrtfinále                 | 9. 7.  | Španělsko    | 90               | 0                | 2:1               |
| Itálie       | MS 1994 | Semifinále                  | 13. 7. | Bulharsko    | 90               | 0                | 2:1               |
| Itálie       | MS 1994 | Finále                      | 17. 7. | Brazílie     | 120              | 0                | 0:0 (2:3) na pen. |
| Itálie       | OH 1996 | 1 zápas ve skupině          | 21. 7. | Mexiko       | 90               | 0                | 0:1               |
| Itálie       | OH 1996 | 2 zápas ve skupině          | 23. 7. | Ghana        | 90               | 0                | 2:3               |
| Itálie       | OH 1996 | 3 zápas ve skupině          | 25. 7. | Jižžní Korea | 90               | 0                | 2:1               |
| Itálie       | MS 1998 | 1 zápas ve skupině          | 11. 6. | Chile        | 90               | 0                | 2:2               |
| Itálie       | MS 1998 | 2 zápas ve skupině          | 17. 6. | Kamerun      | 90               | 0                | 3:0               |
| Itálie       | MS 1998 | 3 zápas ve skupině          | 23. 6. | Rakousko     | 90               | 0                | 2:1               |
| Itálie       | MS 1998 | Čtvrtfinále                 | 27. 6. | Norsko       | 90               | 0                | 1:0               |
| Itálie       | MS 1998 | Čtvrtfinále                 | 3. 7.  | Francie      | 120              | 0                | 0:0 (3:4) na pen. |

## Hráčské úspěchy

### Klubové
- 1× vítěz italské ligy (1990/91)
- 3× vítěz italského poháru (1987/88, 1988/89, 1993/94)
- 1× vítěz italského superpoháru (1989)
- 1× vítěz poháru PVP (1989/90)
- 1× vítěz poháru UEFA (1997/98)

### Reprezentační
- 3× na MS (1990 – bronz, 1994 – stříbro, 1998)
- 2× na OH (1988, 1996)

### Individuální
- 2x vítěz ankety Guerin d'oro (1996/97, 2004/05)
- člen síně slávy v Interu (2021)

### Vyznamenání
Řád zásluh o Italskou republiku (1991)